# Kuélap
Kuélap (más írásmóddal Kuelap, Cuélap vagy Cuelap) Peru egyik fontos régészeti lelőhelye. Az erődített várost a csacsapoják alapították és lakták. Jellegzetességei a kör alaprajzú lakóépületek.

## Története
Nevének eredete nem ismert biztosan, de lehetséges, hogy egy régen itt élt cónlap nevű népcsoportról kapta, amelyet egy 1591-es spanyol dokumentum említ. A Kuélap erődöt a csacsapoják építették és lakták, az építkezés kezdete a késői középidőszakba (1100–1450) tehető. Az inka hódítás után még 1532-ig, a spanyolok megérkezéséig éltek itt emberek, de ekkor Diego de Alvarado konkvisztádor minden lakót átköltöztetett egy újonnan létrehozott városba, az akkori szokásoknak megfelelően egy völgyben fekvő, könnyen megközelíthető úgynevezett indiánredukcióba. A romosodó erődített település ezután évszázadokra feledésbe merült, ám 1843-ban a közeli Chachapoyas városbírája egy területvita miatt a helyszínre érkezett, és annyira felkeltette az érdeklődését az ősi település, hogy írt is egy jelentést Bábel tornya Peruban címmel, amit elküldött a Limai Földrajzi Társaságnak is, akik évekkel később meg is jelentették azt. 1860-ban Antonio Raimondi, a következő évtizedekben Charles Wiener, Adolph Bandelier, Arturo Werthemann, Loors Langlots, Paul Henri Reichlen, majd 1985 és 1987 között Alfredo Narváez végzett itt tudományos kutatásokat. 1998-ban Kuélapot hivatalosan is Peru kulturális örökségévé nyilvánították.
2018-ban helyezték üzembe azt a felvonót, amely a völgyben fekvő Nuevo Tingo településről 4 km-t 20 perc alatt megtéve felviszi a turistákat a romokhoz.

## Leírás
Kuélap az ország középső–északi részén, Amazonas megyében, annak székhelyétől, Chachapoyastól légvonalban kb. 20 kilométerre délre fekszik az Andok és az amazóniai esőerdős vidékek találkozásánál, az Utcubamba folyó völgyének körülbelül 3000 méter magasan fekvő részén. Közigazgatásilag Luya tartomány Tingo körzetéhez tartozik. A hegy tetején álló erődöt három oldalról szakadékok veszik körül. A helyszínen nappal magas (26–35 °C), éjjel alacsony a hőmérséklet, az esős évszak decembertől áprilisig tart.
A madárszárnyhoz hasonlító alakú, 584 méter hosszú, átlagosan 120 méter széles terület két hatalmas, mesterségesen létrehozott, egymás fölött elhelyezett platóból áll, ezeken épültek fel a kuélapi házak és egyéb épületek. Becslések szerint kialakításához 25 millió m³ anyagot használtak fel. A platót kőből rakott, helyenként a 30 méteres magasságot is elérő falak veszik körül, amelyeken egy tornyot, őrhelyeket és három keskeny bejáratot alakítottak ki: a bejáratok közül egy a nyugati, kettő a keleti oldalon nyílik, jellegzetességük pedig az, hogy kialakításuk egyfajta, a központi tömbbe beásott rámpára hasonlít, amelynek külső része még három méter széles, de belül már csak 70 cm, így egyszerre csak egy ember tud rajta áthaladni. A kuélapi épületek fő építőanyagául csiszolatlan mészkőtömbök szolgáltak.
A falakon belül 505, azokon kívül 198 ház állt, többségük kör alaprajzú, átlagosan 7 méter átmérőjű. A belső 505 ház között csak 5 van, ami téglalap alakú, közülük egy négyzetes. A kuélapi házak közös udvarok közé szerveződve helyezkedtek el, jellegzetes külső díszítésük a falon körbefutó, rombuszokat vagy emberekre és madarakra hasonlító geometrikus alakokat ábrázoló frízek. A felső, kisebb méretű platón levő házak jobb szerkezetűek, ezért azt feltételezik, hogy ez a helyi arisztokrácia lakóterületeként szolgált. Néhány házat a turisták kedvéért feltételezett eredeti formájukban helyreállítottak. A házakon kívül jellegzetes épületek még a 7 méter magas, a belső plató falán épült vártorony és a Tintatartó nevű, lefelé szűkülő csonkakúp alakú, 5,5 méter magas, alapjánál 13,7 méter átmérőjű építmény, amely valószínűleg rituális célokat szolgált.

## Képek

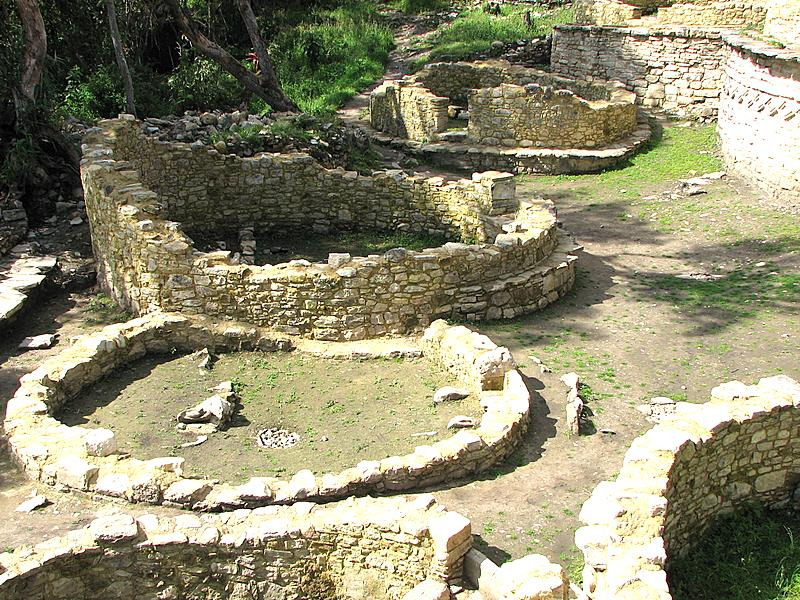
Kerek alaprajzú házak maradványai
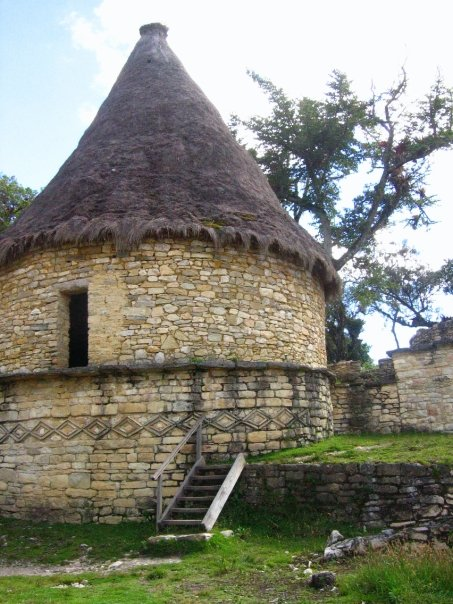
Rekonstruált lakóház
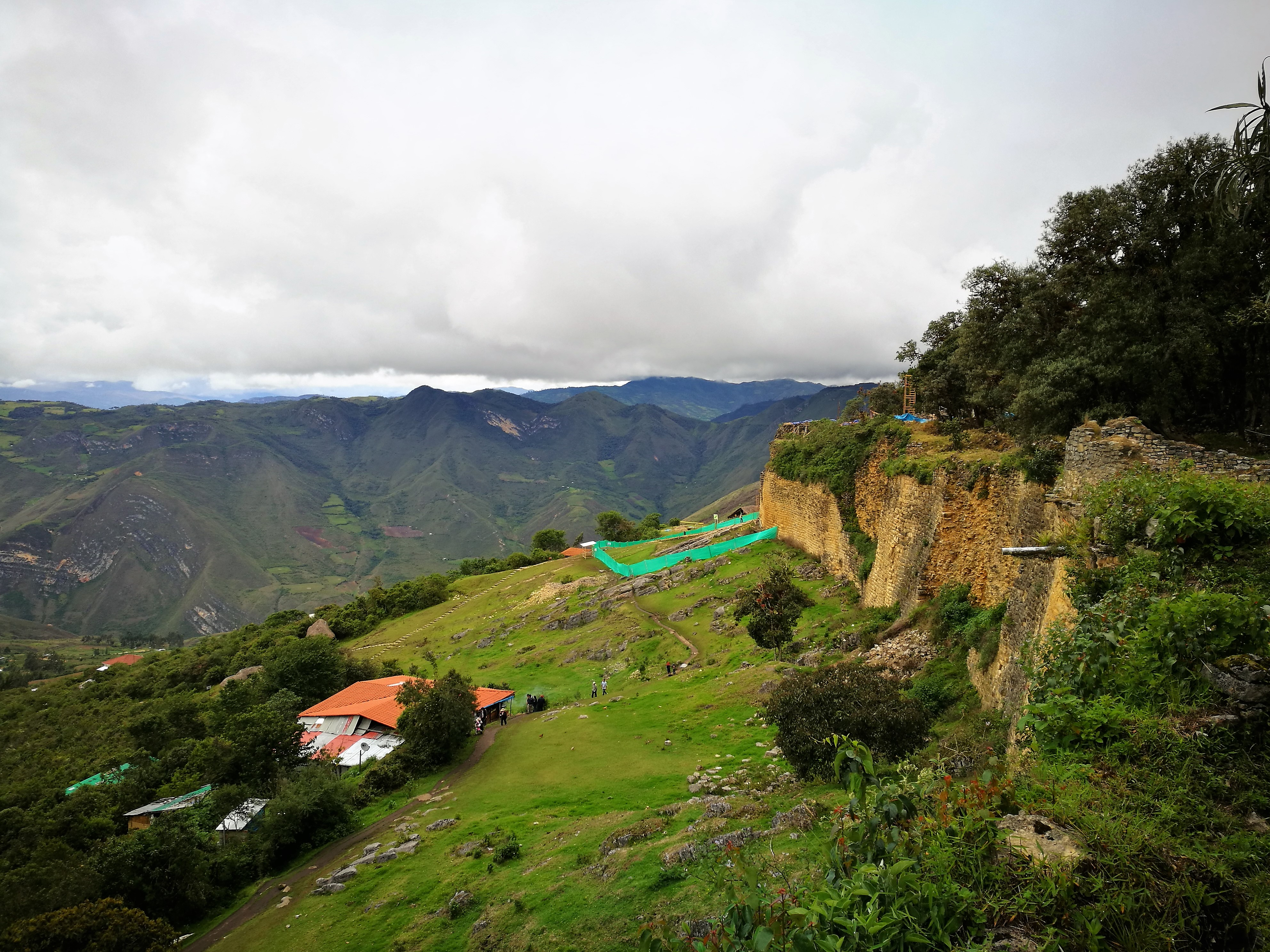
Erődített falak
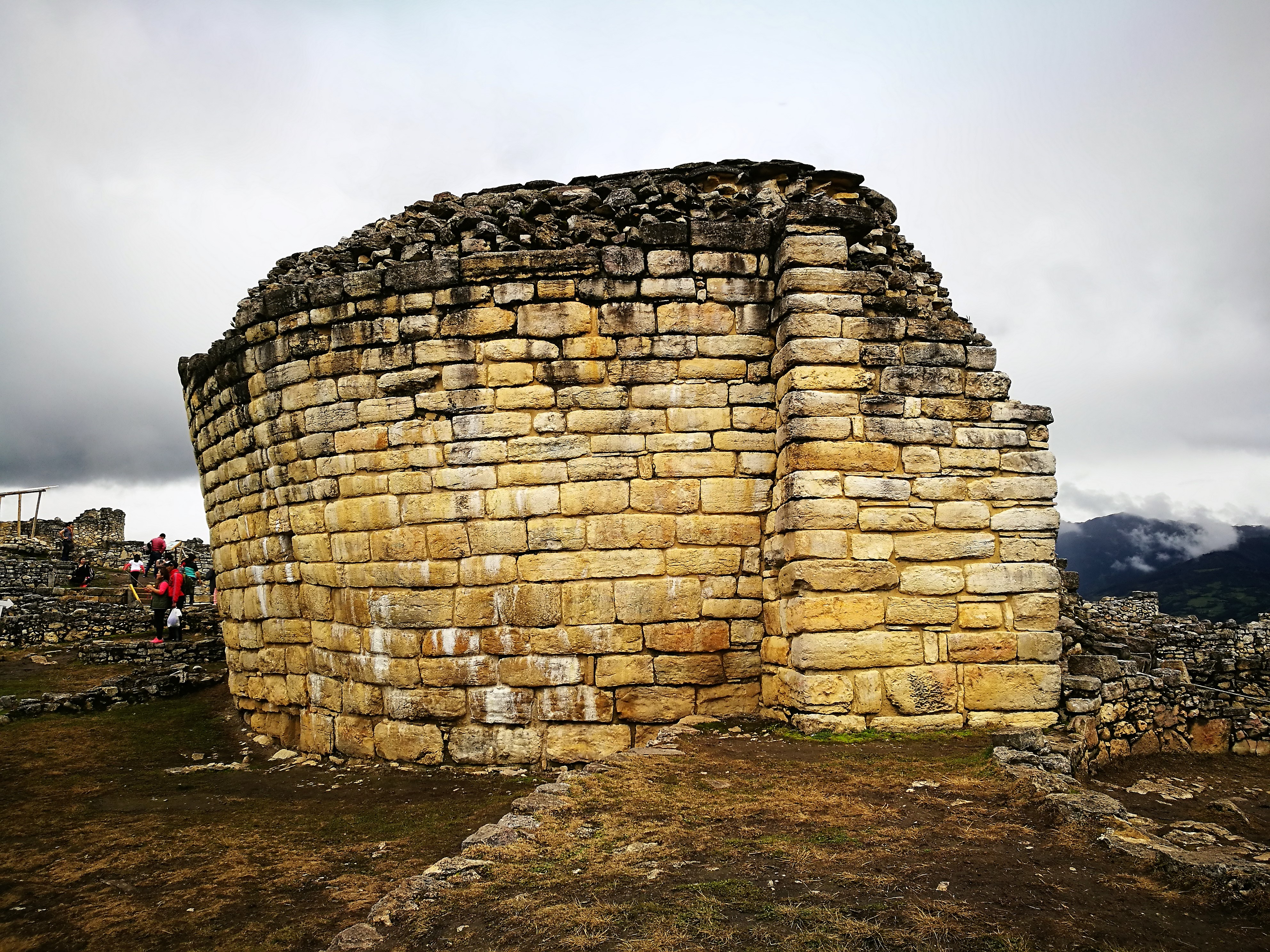
Az úgynevezett Tintatartó